# アオリイカ
アオリイカ（障泥烏賊、Sepioteuthis lessoniana）は、ヤリイカ科アオリイカ属に属するイカの一種。日本沿岸に分布するイカとしては大型の部類で、食用や釣りの対象として人気がある。

## 和名・別称
アオリイカの標準和名は漢字で障泥烏賊と書くが、この名前は大型で幅広であるひれの形と色が「障泥」（あおり）と呼ばれる馬用の革製鞍側面下側部位、もしくは鞍の下で胴体に巻く泥よけの馬具に似ており、またイカの脚部がちょうどその取付紐に似ることによる。
外見が芭蕉の葉に似ることからバショウイカとも呼ばれる。このほか、藻場に産卵することから四国地方ではモイカ、九州地方ではミズイカやクツイカ、沖縄地方ではシロイカ（シルイチャー）などの別名がある。

## 形態
胴長は約40 - 45cm。大きいものでは50cm以上、重さは6kg以上に達する。胴は丸みを帯び、胴の縁に渡って半円形のひれを持つ。外見はコウイカに似るが、甲は薄くて透明な軟甲である。雄の背中には白色の短い横線模様が散在するが、雌は横線模様が不明瞭である。

## 生態
通常は深場に生息するが、春から夏にかけて産卵のために海岸近くの浅場にやってくる。海藻や岩の隙間に豆の鞘のような寒天質の卵鞘を1か所に固めて産卵する。産みつけられた卵が魚に食べられることはない。卵鞘の中にバクテリアがいて、魚が嫌がる物質を出していると考えられている。夜行性であり、夕方以降活発に捕食活動をする。
卵からは20日ほどで孵化し、幼体は浅い海で小魚や甲殻類を捕食して成長する。夏には体長数cmの幼体が浅い海で落ち葉のように擬態し、波間に漂う様が観察できる。幼体は沿岸の浅い海で体長15cm-20cmほどまで成長し、冬になると深場へ移動する。

## 分布
ハワイ以西の西太平洋からインド洋の熱帯・温帯域に広く分布する。日本では北海道以南の沿岸に分布し、特に太平洋側では鹿島灘以南、日本海側では福井県の西側以南に多い。

## 利用

### 漁獲
主に大型個体が産卵のために浅場にやってくる春から夏にかけてが旬だが、地方によっては秋に浅場で成長した幼体を狙って漁獲する。
資源量を増やすため、木材の枝葉や網かごでつくった人工産卵礁を海に沈めることが試みられている。
日本国内で捕獲されるアオリイカは漁獲量が少なく、料理屋や料亭などで消費される高級品となっており、一般に国内で流通・販売されているものの多くは輸入品であり、近年東南アジア方面からの輸入が増加している。

### 食用
肉質は弾力性に富み、甘みがある。遊離アミノ酸が国産のイカとしては最高水準であり、旨みが強い。刺身、天ぷら、煮付け、寿司などに利用されるが、徳島県牟岐町には、アオリイカとそのイカ墨を使ったアオリイカ黒焼きそばというご当地料理がある。

### 釣り
アオリイカは大型で、しかも港の防波堤などで釣れる手軽さもある。そのため、日本古来の「餌木」という疑似餌を使った釣りが幅広い年齢層に人気を呼んでいる。また、餌木に対して活きた魚を泳がせてアオリイカに捕食させ、「ヤエン」と呼ばれる釣具を降ろして掛ける「ヤエン釣り」という釣法もある。近年アオリイカブームに乗り、ヤエン釣り人口も増加傾向にある。しかし他の釣りも含め、釣り人たちによるゴミのポイ捨てや違法駐車、無断駐車、釣ったイカの墨が漁港を汚すなどの問題も顕在化している。

## 養殖
2023年9月、沖縄科学技術大学院大学の研究チームがアオリイカの養殖に世界で初めて成功したと伝えられた。これまでイカの養殖は、その特有の性格や習性などの理由で難しいとされてきたが、同チームはイカの「衣・食・住」の改善や、成長を追跡するツールの開発、死んだ餌の使用などの方法で養殖の成功を収めた。

## 分類

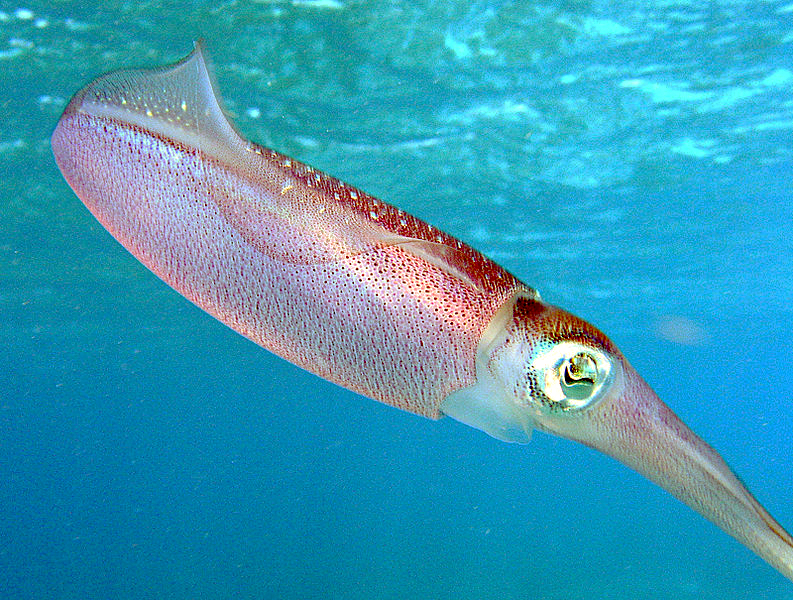
アメリカアオリイカ Sepioteuthis sepioidea

ヤリイカ亜科 (Loligininae) から独立してアオリイカ亜科（Sepioteuthinae）とする分類もある。
- アオリイカ属 Sepioteuthis
  - オーストラリアアオリイカ Sepioteuthis australis Southern Reef Squid or Calamari Squid - オーストラリア沿岸。
  - アオリイカ Sepioteuthis lessoniana Lesson, 1830 Bigfin Reef Squid - インド洋から太平洋。今後は数種に再分類される可能性が高い[なぜ?]。
  - Sepioteuthis loliginiformis
  - アメリカアオリイカ Sepioteuthis sepioidea Caribbean Reef Squid - カリブ海。